# Lago Crater
Il lago Crater (in lingua Klamath: Giiwas) è un lago vulcanico situato nell'Oregon centro-meridionale, negli Stati Uniti nord-occidentali. Oltre a costituire l'attrattiva principale del parco nazionale omonimo, è famoso per il suo colore blu intenso e per la limpidezza delle sue acque. Il lago riempie in parte una caldera vasta quasi 655 m che si formò circa 7.700 (± 150) anni fa per via del crollo del monte Mazama. Non vi sono fiumi emissari o immissari, se si eccettua il fiume Wood che si origina tramite infiltrazioni sotterranee; l'evaporazione è compensata da piogge e nevicate in misura tale che la quantità totale di acqua viene sostituita ogni 250 anni. Con una profondità di 594 m, il lago è il più profondo degli USA. Nella classifica mondiale, appare al nono posto per profondità massima e terzo per profondità media.
Il Crater presenta due piccole isole: la Wizard, situata vicino alla sponda occidentale del lago e che si presenta sotto forma di un cono di scorie di circa 128 ettari, e Phantom Ship, un pilastro di roccia naturale vicino alla costa meridionale.
Dal 2002, è entrata in vigore una delle targhe d'immatricolazione emesse dallo stato dell'Oregon che ritraeva il lago Crater ed è stata utilizzata in alcune occasioni per pubblicizzare il parco nazionale del lago Crater. Nel 2005, il lago Crater, insieme all'isola di Wizard, Hillman Peak e The Watchman, furono riportate sul retro di un quarto di dollaro nella serie dei 50 State Quarters come simbolo scelto per rappresentare lo stato dell'Oregon.
Il lago e le aree del parco circostante offrono molte attività ricreative, tra cui trekking, ciclismo, possibilità di munirsi di racchette da neve, pesca e sci di fondo; durante l'estate, campeggi e rifugi in situ sono aperti ai visitatori.

## Geografia fisica
Il lago Crater si trova nella contea di Klamath, a circa 97 km a nord-ovest del capoluogo della contea di Klamath Falls e quasi 130 a nord-est della città di Medford.
Nel giugno 1853, John Wesley Hillman divenne il primo esploratore non nativo americano a riferire di aver avvistato il lago, da lui chiamato "Deep Blue Lake". Lo specchio d'acqua andò poi rinominato almeno tre volte, in primis come Blue, in secundis Majesty e, solo più tardi, ricevette la denominazione attuale.

## Idrografia
Il lago è largo 8x9,7 km, con un margine della caldera che varia in elevazione da 2.100 a 2.400 m e una profondità media dello specchio d'acqua di 350 m. Quella massima è stata confermata a 594 m, ma i dati variano leggermente a seconda degli strumenti utilizzati per la misurazione e, soprattutto, delle condizioni climatiche in corso quando le rilevazioni vengono effettuate. Se si tiene in considerazione la sola profondità massima, il Crater è il bacino più profondo degli Stati Uniti, il secondo del Nord America (dopo il Grande Lago degli Schiavi in Canada) e il nono del mondo. In altre classifiche, il Crater viene spesso indicato al settimo posto, ma ciò a patto che si escludano il lago Vostok in Antartide, che si trova a circa 3800 m di ghiaccio, e il recente scandaglio del lago O'Higgins/San Martín, situato lungo il confine tra l'Argentina e il Cile.
Il direttore del Crater Lake Institute e limnologo Owen Hoffman afferma che "il Crater è il più profondo, se si fa riferimento alla profondità media tra i laghi i cui bacini sono interamente sopra il livello del mare. Le profondità medie dei laghi Bajkal e Tanganica sono maggiori del lago Crater; tuttavia, entrambi hanno bacini che si estendono sotto il livello del mare".

## Clima
Il Crater presenta un clima subartico, con il raro tipo di estate secca (classificazione di Köppen Dsc) a causa della sua elevata altitudine e, come in tutto l'Oregon, della forte influenza nei mesi caldi dell'anticiclone delle Hawaii. In estate il clima è mite e secco, mentre in inverno diventa freddo e la potente influenza del ciclone aleutino genera enormi nevicate, con una media di 12,83 m all'anno e una copertura nevosa massima media pari a 3,53 m. Questa neve di solito non si scioglie fino a metà luglio e consente la formazione di ghiacciai consistenti sulle montagne adiacenti. Nell'inverno del 1949/1950 caddero fino a 22,48 m di neve, ma non si possono tralasciare i 4,88 m durante il 1981/1982. La nevicata giornaliera più abbondante ammontava a 94 cm, avvenuta il 28 febbraio 1971; 51 cm si depositarono sia a giugno che a settembre. Del gelo intenso è possibile anche in estate. Le temperature superficiali del lago variano tra l'1 e i 19 °C. Nei mesi caldi, la temperatura del lago si attesta in media tra i 10 e i 16 °C.
| Lago Crater                  | Mesi | Mesi  | Mesi  | Mesi  | Mesi  | Mesi  | Mesi  | Mesi  | Mesi  | Mesi  | Mesi  | Mesi  | Stagioni | Stagioni | Stagioni | Stagioni | Anno    |
| Lago Crater                  | Gen  | Feb   | Mar   | Apr   | Mag   | Giu   | Lug   | Ago   | Set   | Ott   | Nov   | Dic   | Inv      | Pri      | Est      | Aut      | Anno    |
| ---------------------------- | ---- | ----- | ----- | ----- | ----- | ----- | ----- | ----- | ----- | ----- | ----- | ----- | -------- | -------- | -------- | -------- | ------- |
| T. max. media (°C)           | 1    | 1,8   | 2,9   | 6,0   | 10,3  | 14,8  | 20,9  | 20,9  | 17,2  | 11,1  | 4,5   | 1,4   | 1,4      | 6,4      | 18,9     | 10,9     | 9,4     |
| T. media (°C)                | −3,4 | −2,9  | −2,1  | 0,3   | 4,1   | 7,9   | 12,9  | 12,8  | 9,8   | 5,1   | −0,1  | −2,9  | −3,1     | 0,8      | 11,2     | 4,9      | 3,5     |
| T. min. media (°C)           | −7,9 | −7,6  | −7,1  | −5,4  | −2,1  | 1,1   | 4,8   | 4,8   | 2,4   | −0,9  | −4,8  | −7,2  | −7,6     | −4,9     | 3,6      | −1,1     | −2,5    |
| T. max. assoluta (°C)        | 18   | 19    | 19    | 22    | 27    | 35    | 38    | 34    | 34    | 27    | 22    | 18    | 19       | 27       | 38       | 34       | 38      |
| T. min. assoluta (°C)        | −29  | −28   | −22   | −19   | −15   | −12   | −8    | −5    | −9    | −16   | −22   | −28   | −29      | −22      | −12      | −22      | −29     |
| Precipitazioni (mm)          | 259  | 201   | 197   | 126   | 82    | 59    | 19    | 24    | 53    | 49    | 235   | 283   | 743      | 405      | 102      | 337      | 1 587   |
| Giorni di pioggia            | 18   | 15,9  | 18,2  | 15,5  | 11,2  | 8,0   | 3,9   | 4,0   | 5,8   | 9,8   | 17,5  | 18,1  | 52,0     | 44,9     | 15,9     | 33,1     | 145,9   |
| Nevicate (cm)                | 244  | 208   | 209   | 115   | 50    | 9,9   | 0,51  | 0,25  | 7,1   | 54,0  | 154,0 | 230,0 | 682,0    | 374,0    | 10,7     | 215,1    | 1 281,8 |
| Giorni di neve               | 15,9 | 14,3  | 15,6  | 12,2  | 5,9   | 2,0   | 0,1   | 0,0   | 1,0   | 4,7   | 13,2  | 16,4  | 46,6     | 33,7     | 2,1      | 18,9     | 101,3   |
| Ore di soleggiamento mensili | 124  | 141,3 | 217,0 | 240,0 | 310,0 | 330,0 | 372,0 | 341,0 | 270,0 | 217,0 | 90,0  | 93,0  | 358,3    | 767,0    | 1 043,0  | 577,0    | 2 745,3 |

## Geologia

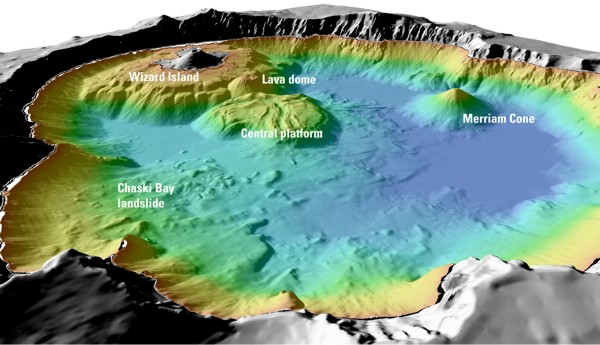
Batimetria locale

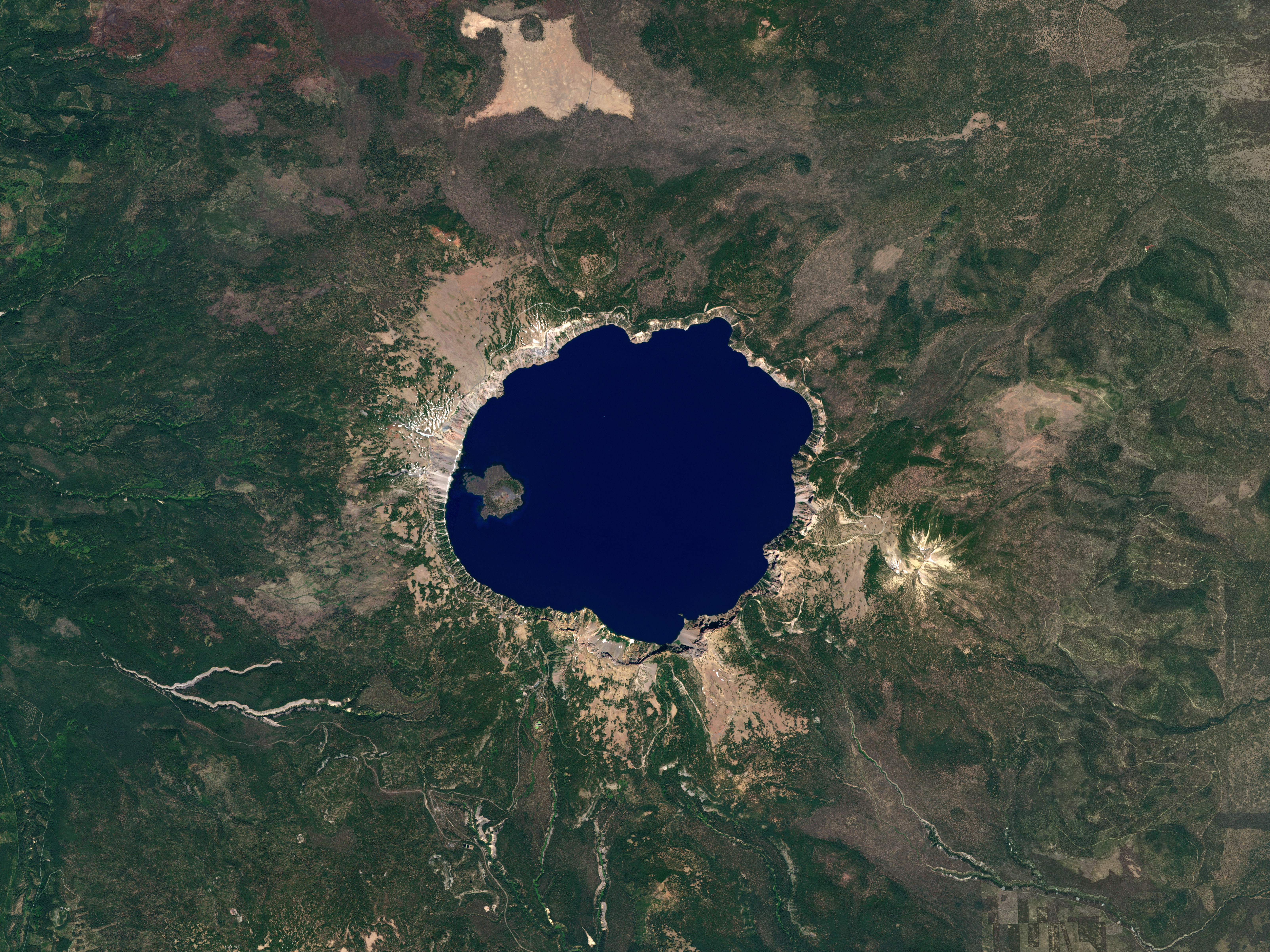
Il Crater visto dallo spazio

Il monte Mazama, facente parte dell'arco vulcanico delle Cascate e costituito principalmente da andesite, dacite e riodacite, esiste da almeno 400.000 anni. La caldera è stata generata da una massiccia eruzione vulcanica avvenuta tra 8.000 e 6.000 anni fa, la quale indusse il cedimento del monte Mazama. Circa 50 km³ di riodacite si riversarono in occasione di quell'evento e, da quel momento, tutte le eruzioni su Mazama si limitarono a coinvolgere la caldera.
Le eruzioni di lava in seguito generarono una piattaforma centrale, l'isola di Wizard, il cono Merriam e altre caratteristiche vulcaniche più piccole, tra cui un duomo di riodacite che alla fine comparve in cima alla piattaforma centrale. Sedimenti e detriti dovuti a smottamenti coprirono anche il fondo della caldera.
Alla fine, la caldera si raffreddò, permettendo alla pioggia e alla neve di accumularsi e formare un lago. Le frane dal bordo della stessa successivamente formarono gruppi di detriti e sedimenti di torbiditi sul fondale del lago. Le fumarole e le sorgenti calde risultavano comuni e rimasero assai attive nel corso di diversi millenni. Inoltre, dopo qualche tempo, le pendici del bordo della caldera del lago più o meno si stabilizzarono, i torrenti diedero di nuovo vita a un sistema di drenaggio radiale sulla montagna e fitte foreste cominciarono a rivegetare il paesaggio arido. Si stima che siano stati necessari circa 720 anni per riempire il lago fino all'attuale profondità. Tale processo si verificò durante un periodo in cui il clima prevalente era meno umido di quello attuale.
Alcune attività idrotermali permangono lungo il fondale, suggerendo che, in un momento imprecisato in futuro, il Mazama potrebbe eruttare ancora una volta.

## Ambiente naturale

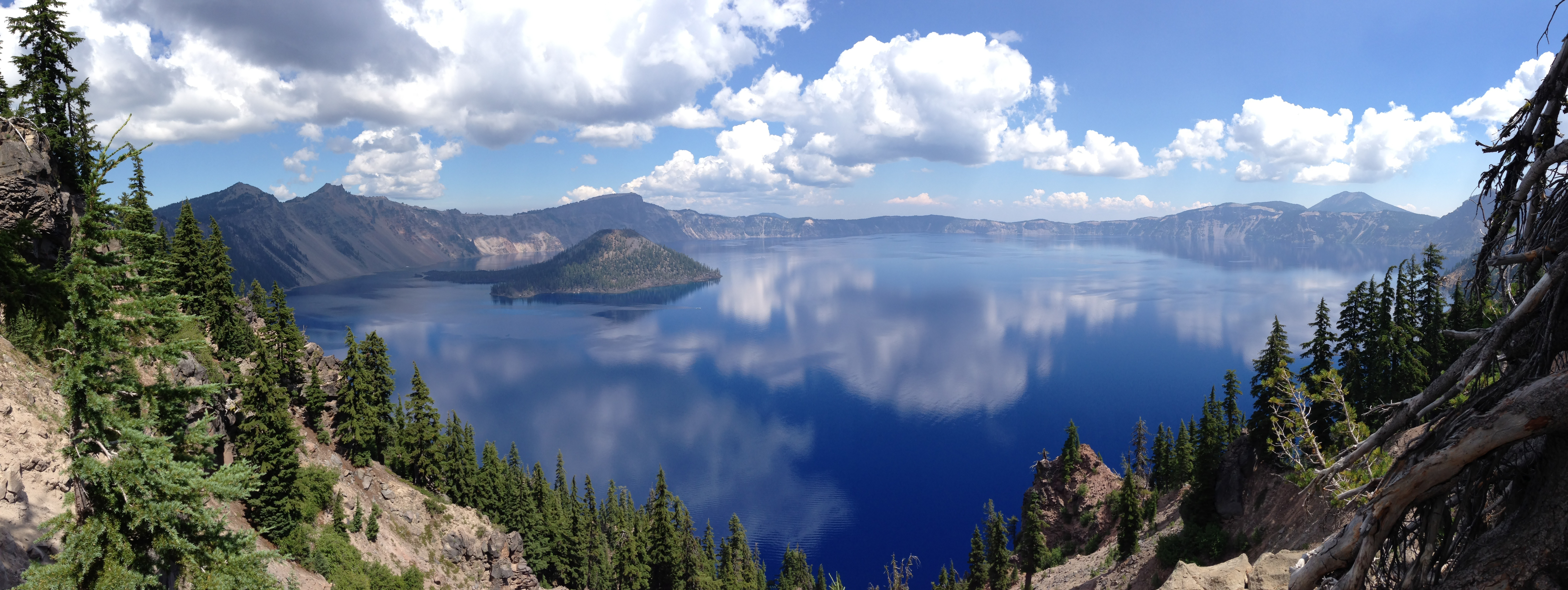
Panorama del lago Crater e dell'isola di Wizard

Dal momento che il crollo del monte Mazama a causa di un'eruzione vulcanica originò il Crater, nessun pesce abitò il lago fino a quando William G. Steel decise di rilasciarli nel 1888 per consentire la pesca. L'allevamento regolare continuò fino al 1941, quando fu evidente che le specie ittiche si potessero riprodurre senza la necessità dell'intervento umano. In origine, erano presenti sei varietà, ma solo due sono sopravvissute: il salmone rosso (Oncorhynchus nerka) e la trota iridea (Oncorhynchus mykiss), ovvero quelle presenti in maggiore numero. La pesca continua ad essere permessa perché in fondo le specie ittiche non sono autoctone del lago.
Il lago Crater è anche noto per il cosiddetto Old Man of the Lake, soprannome dato ad un tronco d'albero che galleggia verticalmente nel lago dalla fine dell'Ottocento e si muove seguendo i moti ondosi ed il vento, quindi in maniera imprevedibile, costringendo le imbarcazioni che viaggiano nel lago a monitorare la sua posizione per motivi di sicurezza. Secondo le superstizioni il tronco sarebbe in grado di controllare il tempo meteorologico, in quanto è accaduto che, proprio mentre si cercava di tenerlo fermo, il maltempo colpisse la zona del lago. La bassa temperatura dell'acqua ha rallentato la decomposizione del legno, rendendo dunque maggiore la sua longevità, mentre non è mai stato chiarito come mai il tronco rimanga sempre a galla e non si impregni d'acqua.
Nel 1987, gli scienziati hanno inviato un sommergibile nelle profondità dello specchio d'acqua per ottenere maggiori informazioni sulla geologia del fondale, oltre a ispezionare i campioni di muschio trovati a ben 180 m.
A causa di diversi fattori unici, principalmente dovuti al fatto che la conca non ha immissari, il Crater vanta acque tra le più pure al mondo, a causa dell'assenza di sostanze inquinanti. Le letture di chiarezza da un disco di Secchi hanno fatto registrare come dato 37 m, un risultato ottimo per un qualsiasi specchio d'acqua naturale. Nel 1997, gli scienziati hanno registrato una chiarezza record di 43 m.
Il lago ha livelli relativamente alti di sali disciolti, alcalinità totale e con duttilità. Il pH medio appare generalmente compreso tra 7 e 8.

## Cultura

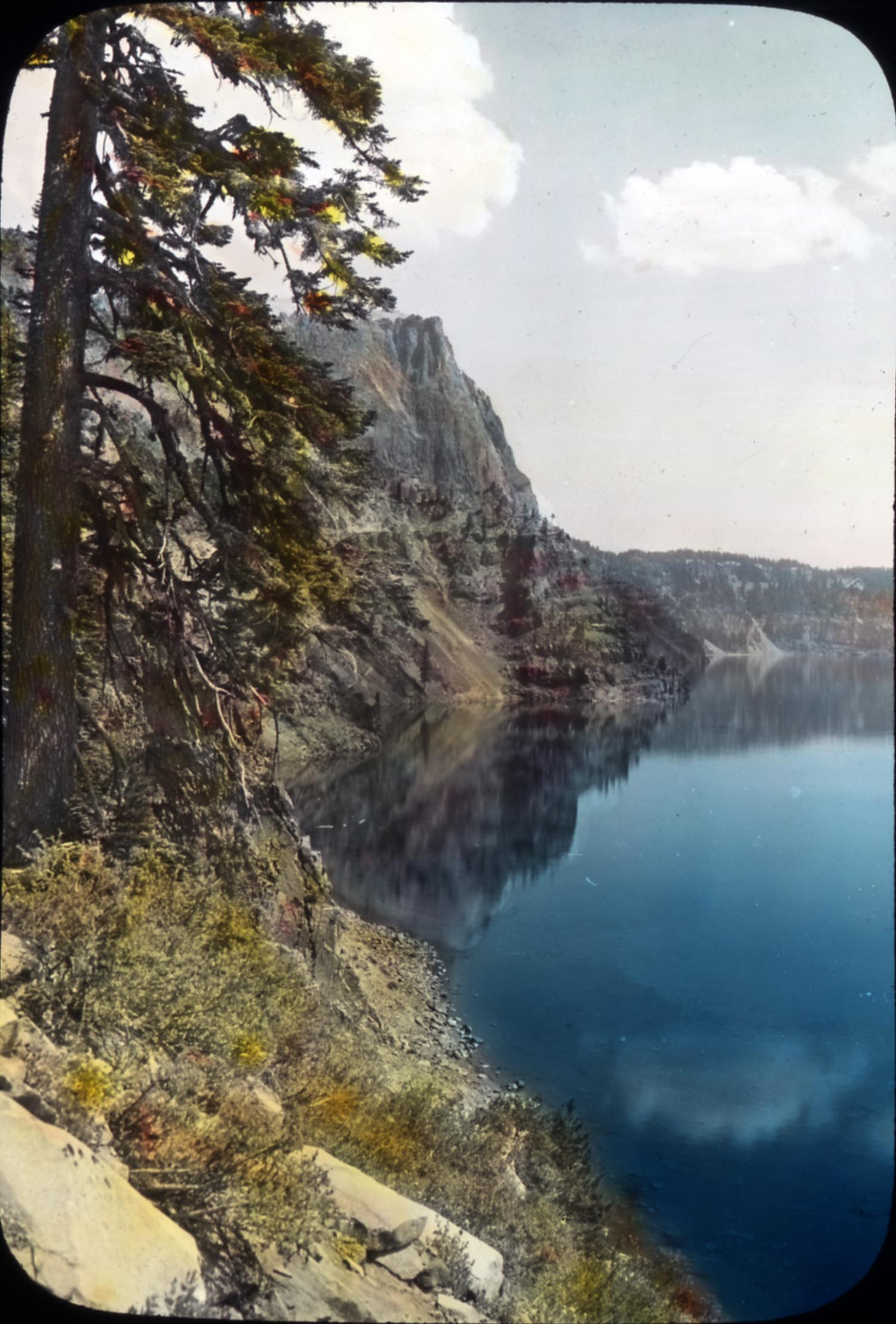
Llao Rock

Le tribù dei Klamath, i cui racconti tradizionali sostengono che i loro antenati assistettero al crollo del monte Mazama (giiwas nella lingua locale) e alla formazione del Crater, considerano il lago come una delle "dimore del Grande Spirito". Secondo la leggenda dei Klamath, nonostante alcune differenze narrative, la leggenda più diffusa narra che Llao vide una bella donna dei Klamath, figlia di un capo, e si arrabbiò quando questa rifiutò l'offerta dell'immortalità in cambio della sua mano. La divinità emerse dal monte Mazama e scagliò del fuoco contro le comunità che vivevano ai suoi piedi. Skell, in piedi sul monte Shasta, cercò di fare quanto poteva per difenderli. Mentre la terra sperimentava terremoti e le rocce cadevano dal cielo, due uomini di buona fede si sacrificarono gettandosi nel cratere per placare la furia del dio. Skell riuscì in seguito a costringere Llao a tornare nelle viscere del vulcano, poi crollato su di lui. Secondo alcune varianti, Skell schiacciò il peso della cima della montagna su Llao. Ne seguirono piogge torrenziali, le quali riempirono il fosso lasciato dal crollo del monte Mazama e generarono il lago Crater.
I Klamath usavano il lago Crater in occasione di celebrazioni religiose e ricerca di visione, cosa che spesso comportava la scalata delle pareti della caldera e altri compiti pericolosi. Coloro che avevano successo in tali ricerche erano spesso considerati come dotati di maggiori poteri spirituali. Gli eredi delle antiche tribù tengono ancora in grande considerazione il Crater come sito spirituale.

## Attività ricreative
Situato 90 km a nord della città di Klamath Falls e 100 a nord-est di Medford, il Crater può essere raggiunto dalla US Route 97 a est, a sud-ovest dalla Highway 62 e a nord-ovest dalla 138. Il Crater e i resti del monte Mazama possono essere scorti da Rim Drive, una strada di 53 km che circonda la caldera, l'unica inclusa all'interno del parco nazionale dove sono ammessi i veicoli. Il Garfield Peak Trail, che corre 2,4 km ad est del Crater Lake Lodge, offre panorami da un'altezza di 580 m sopra la superficie del lago, con il monte Shasta a 201 km verso sud. Un altro sentiero si snoda per 4 km dal confine orientale di Rim Drive fino al monte Scott, offrendo vedute dell'Oregon centrale e meridionale anche sulle Three Sisters, situate 130 km a nord del Mazama e del Thielsen. Il sentiero di Cleetwood conduce per 1,6 km lungo il fianco settentrionale del bordo della caldera, raggiungendo infine Cleetwood Cove, dove le gite in barca partono da fine giugno o inizio luglio per tutta la stagione estiva fino all'isola di Wizard. È possibile sbarcare su quest'ultima e ammirare il lago da un'altra prospettiva.
La balneazione è consentita, ma l'unico modo per raggiungere la riva in modo sicuro e legale è seguire il sentiero di Cleetwood Cove, da cui è possibile accedere alla riva agevolmente. Altre attività includono la pesca e un giro in barca di 2 ore intorno al lago fornito da un ranger del parco nazionale del lago Crater.
Poiché la regione si trova all'interno di un'area di parco nazionale, è vietato raccogliere rocce nelle vicinanze a meno che non si ottenga un permesso. Le strutture del parco si trovano al Rim Village, all'estremità meridionale della caldera. Alloggi e campeggi aperti durante la stagione estiva tra maggio e ottobre. Nessun rifugio, distributore di benzina o area di campeggio rimane aperto da ottobre a fine maggio. Le attività popolari all'interno del parco includono la possibilità di effettuare ciclismo, pesca, sci alpinismo e corsa con le racchette da neve.